# Therioplectes zumpti
Therioplectes zumpti är en tvåvingeart som först beskrevs av Travassos Dias 1956.  Therioplectes zumpti ingår i släktet Therioplectes och familjen bromsar. Inga underarter finns listade i Catalogue of Life.